# Устанак у Совету
Устанак у Совету, познат и под именом 16. јун, била је серија протеста које су 16. јуна 1976. године организовали средњошколски ученици у граду Совето, Јужноафричка Република. Завршио је полицијском пуцњавом по ненаоружаним цивилима.
Процењује се да је у протестима учествовало око 20.000 ученика, а у полицијској репресији и пуцњави страдало између 176 до 600 цивила. Данас се у ЈАР-у 16. јун слави као Дан омладине у спомен на ове догађаје.

## Повод за протесте
Политика апартхејда коју је владајућа белачка мањина спроводила над већинским црначким и домородачким становништвом манифестовала се у свим аспектима друштва. Тако се законом из 1974. године започело с увођењем африканерског језика у свим црначким школама, на којем је требало да се одвија пола наставе (друга половина на енглеском језику). Пошто је африканерски био језик владајуће белачке мањине, домородци су у знак отпора највише користили енглески и сопствене домородачке језике. Увођење африканерског је виђено као још један инструменат отуђивања домородаца и њиховог поистовећивања с нежељеном власти. Један од вођа антиапартхејдског покрета, Дезмонд Туту, описао је да су домордци африканерски језик видели као „језик тлачитеља“.
Ситуација је кулминисала 30. априла 1976, када су ученици Основне школе Орландо Вест почели да штрајкују, одбијајући да иду у школу.

## Протести и масакр
Ујутру 16. јуна 1976. године, хиљаде домородачких ученика изашли су из својих школа на Стадион Орландо на демонстрације против африканерског језика. Протесте је испланирао Акциони комитет представничког већа ученика Совета, а подржали су их и учитељи локалних школа. Планирано је да протести прођу мирно и без инцидената.
По почетку протестног марша, ученици су видели да је полиција заблокирала улицу којом су планирали да наставе. Вођа акционог комитета затражио је од протестаната да остану мирни и не провоцирају полицију, након чега је марш настављен другом улицом према основној школи Орландо. Према школи је продужила група од 3.000 до 10.000 ученика.
Према изјави полицијског пуковника Клајнгелда (који је први испалио хитац на ученике) из 2006. године, неки од ученика почели су да бацају камење на полицајце, док су други наставили да марширају. Клајнгелд је први испалио хитац, што је узроковало панику и хаос. Ученици су почели да беже на све стране, те је уследила паљба и од стране осталих полицајаца.
Један од првих устрељених био је 13-годишњи Хектор Питерсон, који је подлегао озледама. Постао је симбол догађаја у Совету. Међу погинулима је било и двоје белаца, од којих је један био др Мелвил Еделштајн, који је живот посветио побољшању животних услова за црнце.
Полиција је након пуцњаве пустила псе на малолетнике, који су одговорили каменовањем паса. Полицијци су након тога пуцали директно циљајући у децу.
Нереди и протести потрајали су до сумрака истог дана, иако су полицијске патроле обилазиле четврт и следећи дан.
Обично се процењује да је број убијених био између 176 до 600 људи. Оригинални владини документи тврдили су да је у пуцњави смртно страдало само 23 ученика. Број рањених процењује се на више од хиљаду.

## Последице
Протести и масакр у Совету потврдили су водећу улогу Афричког националног конгреса у борби за ослобођење домородачког становништва (АНК је тврдио да се расистичка влада не може уклонити ненасилним методима, него само оружаном борбом). Догађаји у Совету означили су долазак борбе опозиције директно на тло Јужноафричке Републике, јер се борба дотад водила само у суседним државама, углавном у Родезији, Југозападној Африци (Намибија) и Анголи.
Јужноафричка влада је убрзо на територији ЈАР-а покренула оснивање бантустана, групе номинално независних домородачких држава, чин којим је хтела да прикаже наводно подупирање самоопредељења домородачког становништва. Бантустани су заправо били сателитске државе ЈАР-а и ниједна друга држава у свету их није признала.
Савет безбедности Уједињених нација изгласао је Резолуцију 392, којом је осуђен масакр и режим апартхејда.